# Uma Professora Muito Maluquinha (1996)
Uma Professora Muito Maluquinha é um telefilme de 1996 baseado no livro homônimo de Ziraldo e exibido pela TVE do Rio de Janeiro.

## Sinopse
Conta a história de uma professora com métodos e didáticas muito diferentes do normal. Conquistou seus alunos com suas atividades cativantes.

## Elenco
- Letícia Sabatella ... Professora Maluquinha
- Ângelo Antônio ... padre
- Othon Bastos ... mosqueteiro
- Cláudio Cavalcanti
- Aracy Balabanian ... mosqueteira
- Milton Gonçalves ... mosqueteiro
- Martha Overbeck
- Domingos de Oliveira